# Házasodik a tücsök
A  Tücsöklakodalom című, Házasodik a tücsök kezdetű magyar népdalt Bartók Béla gyűjtötte a Tolna vármegyei Felsőiregen 1907-ben.
Feldolgozások:
| Szerző        | Mire                | Mű                                                                                      | Előadás |
| ------------- | ------------------- | --------------------------------------------------------------------------------------- | ------- |
| Bartók Béla   | zongora             | Gyermekeknek, 37. darab (2. kötet, 18. darab) Allegro (Kanásznóta - Házasodik a tücsök) | [ 1 ]   |
| Bartók Béla   | zenekar             | Magyar képek, V. tétel Ürögi kanásztánc. Allegro molto                                  | [ 2 ]   |
| Ludvig József | ének, gitárakkordok | Kis kacsa fürdik…, 23. oldal                                                            |         |

## Kotta és dallam
| Házasodik a tücsök, szúnyog lányát kéri, csiszeg-csoszog a tetű, násznagy akar lenni. Odaugrik a bolha, vőfély akar lenni, mindenféle csúf bogár vendég akar lenni. | Gólya volt a szekundás, kis béka a flótás, Dongó darázs a brúgós, pulyka volt a prímás. Táncba ugrik a majom, megjárja a polkát, Híres betyár a bagoly, lesi a hurkáját. | Farkas volt a mészáros, hat ökröt levágott, A mellé még malacot ötvenet kirántott. Kecske volt a szakácsné, jó gulyáshúst főzött, Míg az ebéd elkészült, a tücsök megszökött! |

- násznagy: a házasság előkészítésében (pl. leánykérésben) is részt vevő házassági tanú
- vőfély: a lakodalom megszervezője és irányítója
- prímás: elsőhegedűs, szekundás:  másodhegedűs, flótás: fuvolás, brúgós: nagybőgős

## Felvételek
- Házasodik a tücsök. Czélné Molnár Ági  YouTube (2012. november 9.)  (Hozzáférés: 2016. május 1.) (kotta, szöveg, audió)
- Házasodik a tücsök. Szvorák Katalin és a Téka Együttes  YouTube (2012. november 27.)  (Hozzáférés: 2016. május 1.) (audió)
- Házasodik a Tücsök (népdal). KerekMese  YouTube (2015. október 9.)  (Hozzáférés: 2016. május 1.) (videó)
- Házasodik a Tücsök.wmv. YouTube (2012. április 20.)  (Hozzáférés: 2016. május 1.) (audió, fényképsorozat)
- Házasodik a tücsök. 2/A osztály  YouTube (2015. március 21.)  (Hozzáférés: 2016. május 1.) (videó) 1:28-ig. néptánc
- Horgas Antal:  Házasodik a tücsök. Zalai Balaton-part Ifjúsági Fúvószenekar Kiss Tamás vezényletével  YouTube (2014. március 29.)  (Hozzáférés: 2016. május 1.) (videó) 0:35-től.